# 1. ŽNL Karlovačka 2014./15.
1. ŽNL Karlovačku u sezoni 2014./15. je činilo 10 klubova. Prvenstvo se igralo trokružno, a prvak je nakon 27 kola postao NK Zrinski Ozalj. Za plasman u viši rang morao je pobijediti u dvomeču s prvakom 1. ŽNL Sisačko-moslavačke. Pošto je prvak 1. ŽNL Sisačko-moslavačke NK BSK Budaševo odustao od kvalifikacija, njegovo mjesto je preuzela drugoplasirana NK Mladost Petrinja, koja se u konačnici i plasirala u viši rang. Iz lige je ispala NK Petrova gora Vojnić.

## Tablica
| Mj. | Klub                         | Sus. | Pob | Rem | Por | GR    | Bod |
| --- | ---------------------------- | ---- | --- | --- | --- | ----- | --- |
| 1.  | NK Zrinski Ozalj             | 27   | 18  | 8   | 1   | 61:15 | 62  |
| 2.  | NK Ilovac Karlovac           | 27   | 15  | 4   | 8   | 72:37 | 49  |
| 3.  | NK Duga Resa 1929            | 27   | 14  | 4   | 9   | 66:44 | 46  |
| 4.  | NK Slunj                     | 27   | 13  | 7   | 7   | 46:27 | 46  |
| 5.  | NK Korana Turanj             | 27   | 11  | 5   | 11  | 45:41 | 38  |
| 6.  | NK Draganić                  | 27   | 11  | 5   | 11  | 33:45 | 38  |
| 7.  | NK Vatrogasac Gornje Mekušje | 27   | 9   | 5   | 13  | 29:47 | 32  |
| 8.  | NK Croatia '78 Žakanje       | 27   | 8   | 3   | 16  | 45:68 | 27  |
| 9.  | NK Dobra Sveti Petar         | 27   | 7   | 5   | 15  | 28:56 | 26  |
| 10. | NK Petrova gora Vojnić       | 27   | 4   | 4   | 19  | 25:70 | 16  |

## Rezultati
| NK Korana Turanj - NK Draganić 4:1 NK Ilovac Karlovac - NK Croatia '78 Žakanje 2:1 NK Petrova gora Vojnić - NK Vatrogasac Gornje Mekušje 0:1 NK Slunj - NK Duga Resa 1929 3:1 NK Dobra Sveti Petar - NK Zrinski Ozalj 0:0 | NK Dobra Sveti Petar - NK Slunj 3:0 NK Duga Resa 1929 - NK Petrova gora Vojnić 3:1 NK Vatrogasac Gornje Mekušje - NK Ilovac Karlovac 1:0 NK Croatia '78 Žakanje - NK Korana Turanj 6:0 NK Zrinski Ozalj - NK Draganić 3:0 | NK Petrova gora Vojnić - NK Dobra Sveti Petar 2:1 NK Ilovac Karlovac - NK Duga Resa 1929 4:1 NK Korana Turanj - NK Vatrogasac Gornje Mekušje 0:1 NK Draganić - NK Croatia '78 Žakanje 1:6 NK Slunj - NK Zrinski Ozalj 2:3 |
| NK Dobra Sveti Petar - NK Ilovac Karlovac 0:6 NK Slunj - NK Petrova gora Vojnić 1:3 NK Duga Resa 1929 - NK Korana Turanj 2:0 NK Vatrogasac Gornje Mekušje - NK Draganić 2:0 NK Zrinski Ozalj - NK Croatia '78 Žakanje 1:0 | NK Korana Turanj - NK Dobra Sveti Petar 2:1 NK Ilovac Karlovac - NK Slunj 1:1 NK Draganić - NK Duga Resa 1929 1:4 NK Croatia '78 Žakanje - NK Vatrogasac Gornje Mekušje 0:0 NK Petrova gora Vojnić - NK Zrinski Ozalj 0:0 | NK Dobra Sveti Petar - NK Draganić 1:2 NK Slunj - NK Korana Turanj 4:0 NK Petrova gora Vojnić - NK Ilovac Karlovac 0:6 NK Duga Resa 1929 - NK Croatia '78 Žakanje 3:1 NK Zrinski Ozalj - NK Vatrogasac Gornje Mekušje 2:0 |
| NK Croatia '78 Žakanje - NK Dobra Sveti Petar 2:0 NK Draganić - NK Slunj 1:0 NK Korana Turanj - NK Petrova gora Vojnić 4:0 NK Vatrogasac Gornje Mekušje - NK Duga Resa 1929 0:3 NK Ilovac Karlovac - NK Zrinski Ozalj 2:0 | NK Dobra Sveti Petar - NK Vatrogasac Gornje Mekušje 0:2 NK Slunj - NK Croatia '78 Žakanje 4:1 NK Petrova gora Vojnić - NK Draganić 0:2 NK Ilovac Karlovac - NK Korana Turanj 4:1 NK Zrinski Ozalj - NK Duga Resa 1929 5:2 | NK Duga Resa 1929 - NK Dobra Sveti Petar 7:0 NK Vatrogasac Gornje Mekušje - NK Slunj 0:1 NK Croatia '78 Žakanje - NK Petrova gora Vojnić 2:2 NK Draganić - NK Ilovac Karlovac 2:0 NK Korana Turanj - NK Zrinski Ozalj 0:1 |
| NK Draganić - NK Korana Turanj 1:1 NK Croatia '78 Žakanje - NK Ilovac Karlovac 2:4 NK Vatrogasac Gornje Mekušje - NK Petrova gora Vojnić 0:3 NK Duga Resa 1929 - NK Slunj 0:3 NK Zrinski Ozalj - NK Dobra Sveti Petar 2:0 | NK Slunj - NK Dobra Sveti Petar 0:1 NK Petrova gora Vojnić - NK Duga Resa 1929 1:3 NK Ilovac Karlovac - NK Vatrogasac Gornje Mekušje 8:1 NK Korana Turanj - NK Croatia '78 Žakanje 3:1 NK Draganić - NK Zrinski Ozalj 0:1 | NK Dobra Sveti Petar - NK Petrova gora Vojnić 1:1 NK Duga Resa 1929 - NK Ilovac Karlovac 1:1 NK Vatrogasac Gornje Mekušje - NK Korana Turanj 0:4 NK Croatia '78 Žakanje - NK Draganić 0:2 NK Zrinski Ozalj - NK Slunj 1:1 |
| NK Ilovac Karlovac - NK Dobra Sveti Petar 3:1 NK Petrova gora Vojnić - NK Slunj 0:0 NK Korana Turanj - NK Duga Resa 1929 1:1 NK Draganić - NK Vatrogasac Gornje Mekušje 1:0 NK Croatia '78 Žakanje - NK Zrinski Ozalj 0:1 | NK Dobra Sveti Petar - NK Korana Turanj 3:3 NK Slunj - NK Ilovac Karlovac 1:2 NK Duga Resa 1929 - NK Draganić 1:1 NK Vatrogasac Gornje Mekušje - NK Croatia '78 Žakanje 3:5 NK Zrinski Ozalj - NK Petrova gora Vojnić 7:0 | NK Draganić - NK Dobra Sveti Petar 0:1 NK Korana Turanj - NK Slunj 0:1 NK Ilovac Karlovac - NK Petrova gora Vojnić 4:1 NK Croatia '78 Žakanje - NK Duga Resa 1929 0:4 NK Vatrogasac Gornje Mekušje - NK Zrinski Ozalj 0:3 |
| NK Dobra Sveti Petar - NK Croatia '78 Žakanje 2:4 NK Slunj - NK Draganić 2:0 NK Petrova gora Vojnić - NK Korana Turanj 0:2 NK Duga Resa 1929 - NK Vatrogasac Gornje Mekušje 1:2 NK Zrinski Ozalj - NK Ilovac Karlovac 1:0 | NK Vatrogasac Gornje Mekušje - NK Dobra Sveti Petar 0:2 NK Croatia '78 Žakanje - NK Slunj 0:2 NK Draganić - NK Petrova gora Vojnić 2:0 NK Korana Turanj - NK Ilovac Karlovac 5:3 NK Duga Resa 1929 - NK Zrinski Ozalj 1:2 | NK Dobra Sveti Petar - NK Duga Resa 1929 2:1 NK Slunj - NK Vatrogasac Gornje Mekušje 0:0 NK Petrova gora Vojnić - NK Croatia '78 Žakanje 1:2 NK Ilovac Karlovac - NK Draganić 1:3 NK Zrinski Ozalj - NK Korana Turanj 0:0 |
| NK Draganić - NK Petrova gora Vojnić 3:0 NK Duga Resa 1929 - NK Dobra Sveti Petar 5:1 NK Slunj - NK Vatrogasac Gornje Mekušje 1:0 NK Ilovac Karlovac - NK Croatia '78 Žakanje 7:1 NK Zrinski Ozalj - NK Korana Turanj 2:0 | NK Croatia '78 Žakanje - NK Zrinski Ozalj 1:1 NK Vatrogasac Gornje Mekušje - NK Ilovac Karlovac 2:1 NK Dobra Sveti Petar - NK Slunj 1:1 NK Petrova gora Vojnić - NK Duga Resa 1929 0:2 NK Draganić - NK Korana Turanj 1:0 | NK Zrinski Ozalj - NK Vatrogasac Gornje Mekušje 1:1 NK Ilovac Karlovac - NK Dobra Sveti Petar 1:0 NK Slunj - NK Petrova gora Vojnić 2:0 NK Duga Resa 1929 - NK Draganić 5:1 NK Korana Turanj - NK Croatia '78 Žakanje 4:1 |
| NK Dobra Sveti Petar - NK Zrinski Ozalj 0:3 NK Petrova gora Vojnić - NK Ilovac Karlovac 2:4 NK Draganić - NK Slunj 1:1 NK Vatrogasac Gornje Mekušje - NK Croatia '78 Žakanje 3:1 NK Duga Resa 1929 - NK Korana Turanj 1:0 | NK Zrinski Ozalj - NK Petrova gora Vojnić 6:0 NK Ilovac Karlovac - NK Draganić 1:2 NK Slunj - NK Duga Resa 1929 2:0 NK Croatia '78 Žakanje - NK Dobra Sveti Petar 0:2 NK Korana Turanj - NK Vatrogasac Gornje Mekušje 2:2 | NK Draganić - NK Zrinski Ozalj 1:6 NK Duga Resa 1929 - NK Ilovac Karlovac 1:1 NK Petrova gora Vojnić - NK Croatia '78 Žakanje 2:3 NK Dobra Sveti Petar - NK Vatrogasac Gornje Mekušje 1:0 NK Slunj - NK Korana Turanj 3:1 |
| NK Zrinski Ozalj - NK Duga Resa 1929 6:1 NK Ilovac Karlovac - NK Slunj 4:2 NK Croatia '78 Žakanje - NK Draganić 2:1 NK Vatrogasac Gornje Mekušje - NK Petrova gora Vojnić 5:1 NK Korana Turanj - NK Dobra Sveti Petar 2:1 | NK Slunj - NK Zrinski Ozalj 2:2 NK Duga Resa 1929 - NK Croatia '78 Žakanje 7:3 NK Draganić - NK Vatrogasac Gornje Mekušje 1:1 NK Petrova gora Vojnić - NK Dobra Sveti Petar 5:1 NK Ilovac Karlovac - NK Korana Turanj 1:3 | NK Zrinski Ozalj - NK Ilovac Karlovac 1:1 NK Croatia '78 Žakanje - NK Slunj 1:6 NK Vatrogasac Gornje Mekušje - NK Duga Resa 1929 2:5 NK Dobra Sveti Petar - NK Draganić 2:2 NK Korana Turanj - NK Petrova gora Vojnić 3:0 |

## Kvalifikacije zaMeđužupanijsku nogometnu ligu središte Zagreb
14. lipnja 2015. NK Mladost Petrinja - NK Zrinski Ozalj 1:0

17. lipnja 2015. NK Zrinski Ozalj - NK Mladost Petrinja 0:0 U viši rang se plasirala NK Mladost Petrinja.

## Strijelci
- 26 – V. Pušić (Duga Resa 1929)
- 15 – M. Radaković (Zrinski Ozalj)
- 14 – Kovačić i Trbušić (Ilovac), Plivelić (Slunj)
- 12 – Mamić (Zrinski Ozalj)
- 11 – Štajcer (Zrinski Ozalj)
- 10 – Brgles (Slunj), Podvorac (Draganić), Franović (Vatrogasac)
- 9 – Vuletić (Zrinski Ozalj), Grčić (Duga Resa 1929), Luketić (Dobra)
- 8 – Janjac (Croatia '78), Hušidić (Petrova gora), Dizdarević i Pevac (Korana), Stanković (Duga Resa 1929)
- 7 – Turković (Korana), Kolić i Brunski (Croatia '78)
- 6 – Topolnjak (Duga Resa 1929), V. Radman (Croatia '78), O. Grubešić i Žitko (Ilovac), Lučić (Draganić)
- 5 – Aščić i Jakšić (Ilovac), Kovačina (Korana), Starešina (Zrinski Ozalj), Tkalac (Croatia '78), Pahanić (Draganić), Verić (Dobra), Novković (Petrova gora)
- 4 – K. Ribić (Dobra SP), J. Grubešić (Ilovac), Zlatić (Vatrogasac), D. Turkalj (Slunj), Grginčić (Korana)
- 3 – Bilavčić (Ilovac), Matijević (Vatrogasac), F. Rehorić i Krznarić (Croatia '78), Kučinić, Bujanić i Jurčević (Slunj), Gvozdenović (Petrova gora), Jurković (Korana), A. Cindrić (Dobra)